# Jack Z. Anderson
Jack Z. Anderson właściwie John Zuinglius Anderson (ur. 22 marca 1904 w Oakland, zm. 9 lutego 1981 w Hollister) – amerykański polityk, członek Partii Republikańskiej.

## Działalność polityczna
W okresie od 3 stycznia 1939 do 3 stycznia 1953 przez siedem kadencji był przedstawicielem 8. okręgu wyborczego w stanie Kalifornia w Izbie Reprezentantów Stanów Zjednoczonych.